# Miriam Block

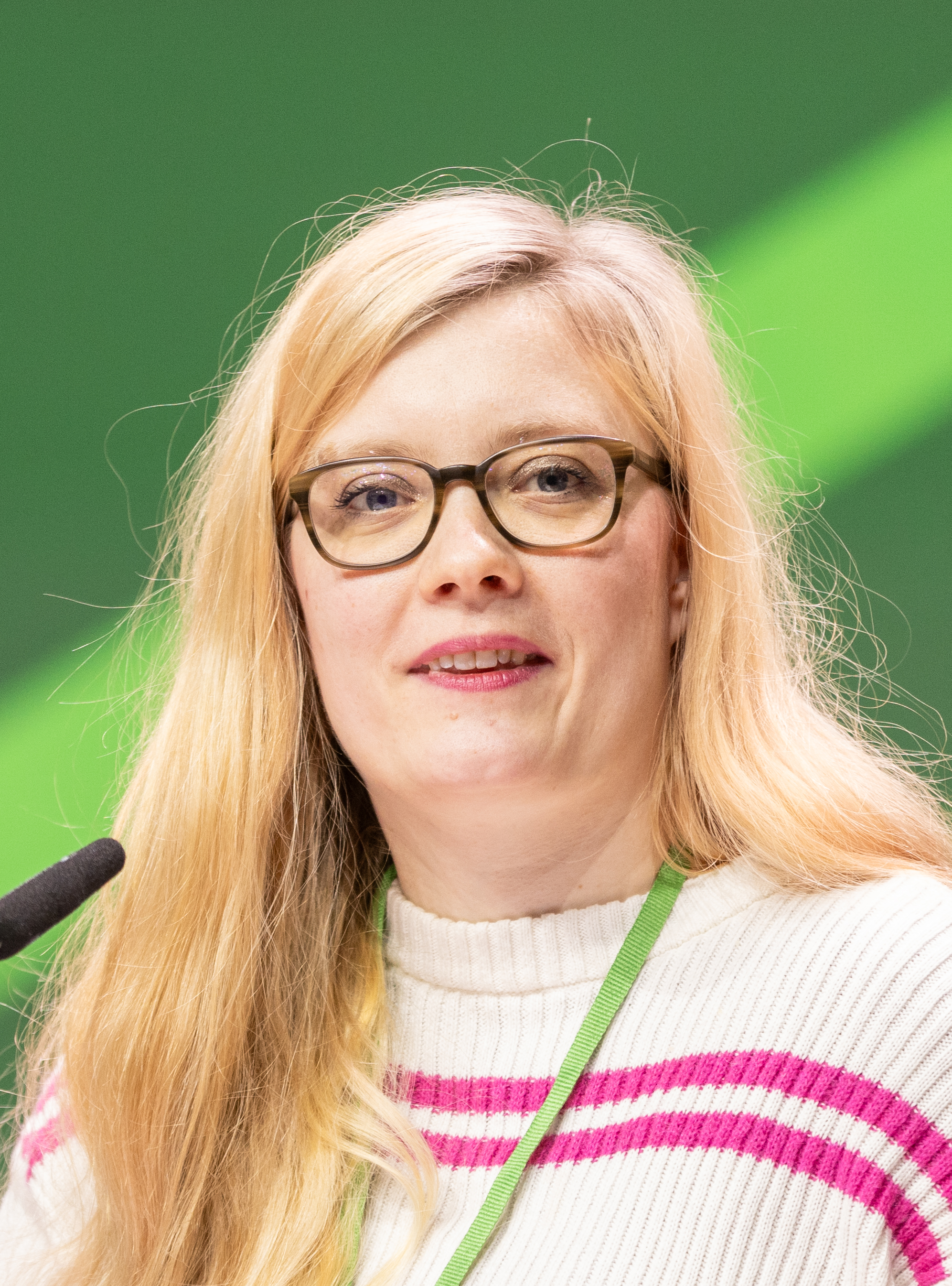
Miriam Block (2023)

Miriam Block (* 2. Juli 1990 in Hamburg) ist eine deutsche Politikerin (Bündnis 90/Die Grünen). Sie ist seit 2020 Mitglied der Hamburgischen Bürgerschaft und Sprecherin der Bundesarbeitsgemeinschaft Wissenschaft, Hochschule und Technologiepolitik der Grünen. Ihre politischen Schwerpunkte sind Wissenschaftspolitik und Feminismus.

## Leben
Block ist gebürtige Hamburgerin, in der Jarrestadt in Winterhude aufgewachsen und lebt in Hamburg-Harburg. Sie studierte Psychologie an der Otto-von-Guericke-Universität Magdeburg und der Universität Hamburg und arbeitet als Psychologin in einer Beratungsstelle für Erwerbslose und Geringverdiener.
Block bezeichnet sich selbst als pansexuell und polyamor.

## Politik
Block wurde am 23. Februar 2020 in die Hamburgische Bürgerschaft gewählt und setzt sich politisch vor allem für Queerfeminismus, Antifaschismus und Klimagerechtigkeit ein. Sie ist Fachsprecherin der Grünen Hamburg für Queerpolitik und Arbeitsmarktpolitik.
Block ist seit Dezember 2015 Sprecherin der Landesarbeitsgemeinschaft Hochschul- und Wissenschaftspolitik, war von Juni 2017 bis April 2019 frauenpolitische Sprecherin und Beisitzerin im Landesvorstand und ist seit Mai 2019 Sprecherin der Bundesarbeitsgemeinschaft Hochschule, Wissenschaft und Technologiepolitik.
Im April 2023 stimmte sie als einzige ihrer Fraktion mit der Fraktion Die Linke Hamburg für die Einsetzung eines parlamentarischen Untersuchungsausschusses zum Thema Nationalsozialistischer Untergrund in Hamburg. Auf Antrag der Fraktionsspitze beschloss die Bürgerschaftsfraktion der Grünen mit Zweidrittelmehrheit, den Verlust von Blocks Position als wissenschafts- und hochschulpolitische Sprecherin und ihre Mitgliedschaft im Wissenschaftsausschuss und Innenausschuss.